# موزه هنر میلدرد لین کمپر
موزه هنر میلدرد لین کمپر (به انگلیسی: Mildred Lane Kemper Art Museum) از موزه‌های مشهور شهر سنت لوئیس است. این موزه هنری در دانشگاه واشنگتن در سنت لوئیس قرار دارد.
موزه هنر میلدرد لین کمپر که در ۱۸۸۱ میلادی افتتاح گردید توسط معمار بزرگ ژاپنی فومیهیکو ماکی در سال ۲۰۰۴ باز طراحی گردید و گسترش یافت.
جلال آل احمد در خاطرات خود این موزه را اینگونه توصیف می‌کند:
«در اشتنبرگ هال [اسم سابق این موزه] مقدار زیادی کارهای آمریکایی‌های مدرن هست... و مقدار زیادی کار از Max Beckman، آلمانی از هیتلر فرار کرده و اکسپرسیونیست بود. بعد، کلکسیون بزرگی، در زیر زمین، از کارهای دستی و توتم‌های اقیانوسیه و گینه جدید... والخ، که کامل‌ترین بود از آنچه دیده‌ام. و بعد اینکه عمارت این اشتنبرگ هال [Steinberg Hall]، خودش جالب تر بود تا کارهایی که از اینور و آنور در آن جمع کرده بودند (غیر از مجموعه کارهای اقیانوسیه)، و عبارت بود از یک تابوت مومیایی، یک دکل آهنی از کالدر، یک مجسمه از رودن، و تابلوهایی از پیکاسو... والخ. عمارت موزه یکی از آن عمارت‌ها بود که مخصوص موزه ساخته‌اند و جمع جور است و خودمانی است و نجیب است و بوی مردار و مرده نمی‌دهد... والخ.»